# Elaphe quatuorlineata
Elaphe quatuorlineata (Nombres comunes: Culebra de cuatro rayas, Culebra rata búlgara) es un miembro de la familia Colubridae. La Culebra de cuatro rayas es una especie de serpiente no venenosa y una de las más grandes de las Colubridae.

## Descripción
El nombre común de la especie se refiere a las marcas oscuras del cuerpo de las culebras adultas: cuatro rayas negras que corren a lo largo de un cuerpo marrón amarillento. Los ejemplares juveniles, por contraste, tienen una serie dorsal de manchas marrón oscuro con puntos oscuros alternos en los lados, todo en un fondo marrón pálido. Tiene unas líneas negras en la esquina del ojo y el vientre es crema a blanco con marcas más oscuras. Los adultos pueden lograr una longitud de 180 cm, raramente 200 cm.

## Distribución
La culebra de cuatro rayas se encuentra en Italia, a lo largo de la costa occidental de la península balcánica, en la mitad occidental de Grecia y muchas de las islas griegas, Macedonia del Norte, Bulgaria, la Eslovenia costera, la Croacia costera, Bosnia y Herzegovina, Montenegro y Albania. El número de culebras y la densidad de las poblaciones es desconocida.

## Hábitat y comportamiento
La serpiente prefiere zonas con un clima mediterráneo y suele ser encontrada en los hábitats que presentan vegetación, paredes de piedra, bosques escasos, y edificios abandonados. En el invierno, hibernan en madrigueras abandonadas de roedores en grupos de cuatro a siete. Su comportamiento es generalmente más tranquilo que el de otras culebras (raramente sisean) y son normalmente activos por la mañana y al final de la tarde. Son excelentes escaladoras, a menudo pueden ser encontradas en las partes superiores de los árboles.

## Dieta
Una gran proporción de la dieta de estos animales consta de mamíferos pequeños, como conejos, ardillas, y ratones. También se alimentan de pájaros, lagartos, tortugas y huevos. Las hembras se alimentan más a menudo de pájaros que los machos.

## Reproducción
La época de apareamiento dura de abril a mayo. Las hembras tienen un periodo de gestación que dura aproximadamente 2 meses, los huevos son puestos en verano. Paren alrededor de 6 y 18 huevos y los incuban aproximadamente 40 o 60 días.